# Syrphoctonus pleuralis
Syrphoctonus pleuralis là một loài tò vò trong họ Ichneumonidae.